# Fokienia hodginsii

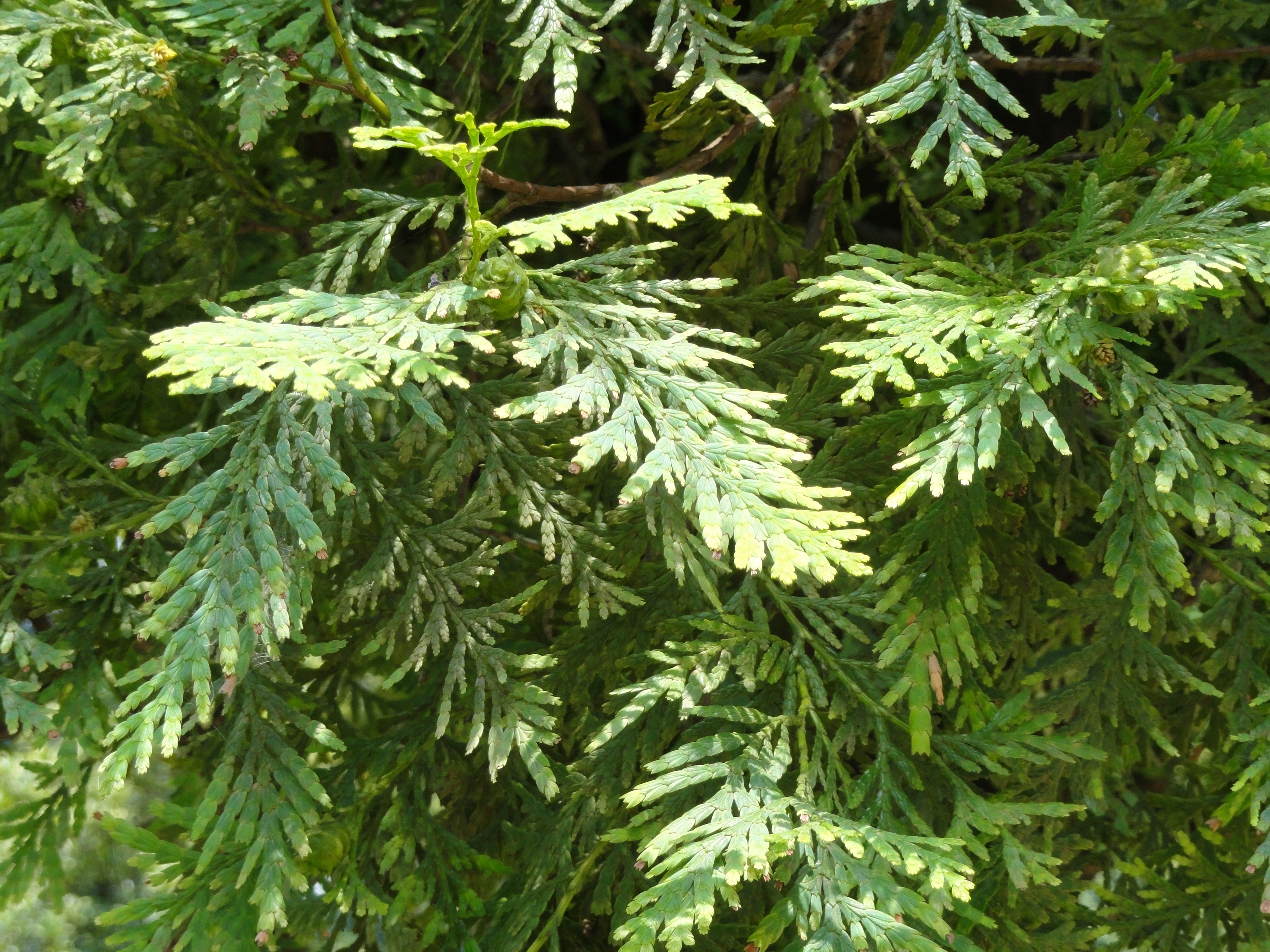
Liście

Fokienia hodginsii – gatunek zimozielonych krzewów i niewielkich drzew z rodziny cyprysowatych (Cupressaceae). Reprezentuje monotypowy rodzaj Fokienia. Występuje w południowo-wschodnich Chinach, w Laosie oraz w północnym Wietnamie na wysokościach od 600 do 2000 m n.p.m.

## Morfologia
PokrójKrzew lub drzewo osiągające do 17 m wysokości z pniem do 1 m średnicy. Pędy na końcach są spłaszczone, przypominając pod tym względem pędy żywotników.
LiścieMłodociane są spłaszczone, ostre i rozpostarte. Silnie spłaszczone liście właściwe wyrastają w czterech rzędach. Są zielone, ale za młodu czerwonawe. Liście środkowe są lancetowate do 2 mm długości, brzeżne owalne, do 8 mm długości.
Organy generatywneMikrosporofile skupione po 6-10 w wydłużone strobile osiągające do 3 mm długości. Strobile żeńskie mają kształt kulisto-jajowaty (przypominają szyszki cyprysików) i średnicę 2-2,5 cm. Tworzone są przez 12-16 łusek (makrosporofili). Dojrzewają w drugim roku.
NasionaPowstają po 2 na łuskach. Każde nasiono 3-4-kanciaste, u nasady zaokrąglone, na szczycie zaostrzone. Osiąga do 4 mm długości i zaopatrzone jest w dwa nierówne skrzydełka.

## Zagrożenia
Gatunek określany jest jako zagrożony w wysokim stopniu ze względu na eksploatację drewna.  